# Mohammad Ishaq (Cricketspieler, 2005)
Mohammad Ishaq Shirzad (* 1. Februar 2005 in Nangahar, Afghanistan) ist ein afghanischer Cricketspieler, der seit 2024 für die afghanische Nationalmannschaft spielt.

## Kindheit und Ausbildung
Ishaq war Teil der U19-Nationalmannschaft von Afghanistan und spielte bei der ICC U19-Cricket-Weltmeisterschaft 2020 und 2022.

## Aktive Karriere
Ishaq gab sein First-Class-Debüt in der Saison 2018 für Speen Ghar. Sein Debüt in der Nationalmannschaft folgte im Februar 2024 in der Twenty20-Serie in Sri Lanka. Nachdem er auch bei der folgenden Tour gegen Irland zum Einsatz kam wurde er für den ICC Men’s T20 World Cup 2024 nominiert.